# Каримово (деревня, Костромская область)
Каримово — деревня в Костромском районе Костромской области. Входит в состав Бакшеевского сельского поселения.

## География
Находится в юго-западной части Костромской области у южной окраины города Кострома.

## История
Деревня известна с конца XVI века, когда царь Федор Иоаннович отдал ее во владение Ипатьевскому монастырю. В 1907 году в деревне была открыта Богородицко-Смоленская старообрядческая церковь (закрыта в 1940 году). В 1872 году здесь было учтено 22 двора, в 1907 году — 40.

## Население
Постоянное население составляло 134 человека (1872 год), 178 (1897), 177 (1907), 296 в 2002 году (русские 98 %), 575 в 2022.